# Stenophylla
Stenophylla – rodzaj modliszek z rodziny Acanthopidae i podrodziny Stenophyllinae, jedyny z monotypowego plemienia Stenophyllini. Obejmuje trzy opisane gatunki. Występują w Ameryce Południowej.

## Morfologia
Modliszki o ubarwieniu rudobrązowym do ciemnobrązowego.
Głowa ich odznacza się obecnością trzech wyrostków na ciemieniu – jednego pośrodkowego i dwóch bocznych, umieszczonych nad oczami złożonymi. Wyrostki te wykazują w kształcie i rozmiarach dymorfizm płciowy, przy czym u samców są zawsze mniejsze i słabiej rozbudowane niż u samic. Same oczy złożone, w przeciwieństwie do Acanthopinae, są gładkie i pozbawione wierzchołkowego wyrostka.
Chwytne odnóże przedniej pary ma udo i goleń w widoku brzusznym szerokie, płaskie i gładkie. Udo tegoż odnóża jest w porównaniu z ciałem bardzo duże, w przekroju poprzecznym silnie trójkątne. Zaopatrzone jest ono w od sześciu do dziesięciu kolców tylno-brzusznych i nie więcej niż cztery kolce dyskoidalne. Goleń odnóża przedniego cechuje się obecnością 20 lub 21 kolców przednio-brzusznych i od 25 do 41 kolców tylno-brzusznych. Odnóża pary środkowej i tylnej mają brzuszne listewki ud przekształcone w duże, liściowate płaty.
W budowie odwłoka zaznacza się autapomorfia w postaci długiego, powiększonego, spłaszczonego, liściowato poszerzonego ostatniego członu przysadek odwłokowych, przy jednoczesnym zachowaniu walcowatej formy nasadowych ich członów. Samcze genitalia odznaczają się mocno uproszczoną budową. Jako autapomorfie wskazuje się w ich przypadku całkiem pozbawiony płata nasadowego i zaopatrzony w bardzo słabo zaznaczony wyrostek dystalny wtórny fallomer brzuszny oraz smukłą i na szczycie zaostrzoną apofizę falloidalną.

## Ekologia i występowanie
Modliszki te bytują na roślinach i dnie lasów deszczowych. Upodabniają się do suchych liści.
Owady te zamieszkują krainę neotropikalną, ograniczonymi będąc do Ameryki Południowej. Gatunek typowy jest endemitem formacji Mata Atlântica na południu Brazylii, natomiast pozostałe gatunki zamieszkują wilgotne lasy równikowe Amazonii.

## Taksonomia i ewolucja
Rodzaj ten wprowadzony został w 1843 roku przez Johna O. Westwooda. Gatunkiem typowym została opisana w tej samej publikacji S. cornigera. W 1869 roku Henri de Saussure umieścił ów rodzaj w nowym taksonie Stenophyllites, ale już w pracach z lat 1871–1872 klasyfikował go w legionie Oxypilites w obrębie modliszkowatych. W 1889 roku Westwood przeniósł go do grupy Harpagides, a w 1893 roku Karl Brunner von Wattenwyl umieścił go wśród Vatidae, które to w publikacji Williama Forsella Kirby’ego z 1904 roku miały rangę podrodziny Vatinae w obrębie modliszkowatych. W systemach Ermanna Giglio-Tosa z 1919 roku oraz Antona Handlirscha z 1930 roku rodzaj klasyfikowano w grupie Stenophyllae w podrodzinie Toxoderinae w obrębie modliszkowatych. Max Beier nadał owej grupie status plemienia Stenophyllini w 1934 roku i podtrzymywał jej klasyfikację w podrodzinie Toxoderinae w obrębie modliszkowatych również w późniejszych systemach. Reinhard Ehrmann i Roger Roy w systemie z 2002 roku wynieśli owo plemię do rangi podrodziny Stenophyllinae, jednej z trzech w obrębie rodziny Acanthopidae. W bazującym na wynikach molekularnej analizy filogenetycznej systemie Julia Riviery i Gavina J. Svensona z 2016 roku wyniesiono ową podrodzinę do rangi osobnej rodziny Stenophyllidae. W uwzględniającym także dane morfologiczne systemie Chirstiana J. Schwarza i Roya z 2019 roku obniżono ją z powrotem do rangi podrodziny w obrębie Acanthopodidae, ale odmiennie zdefiniowano, dzieląc na plemiona Acontistini i monotypowe Stenophyllini.
Do rodzaju należą trzy opisane gatunki:
- Stenophylla cornigera Westwood, 1843
- Stenophylla gallardi Roy, 2005
- Stenophylla lobivertex Lombardo, 2000.

W wynikach analizy molekularnej Riviery i Svensona z 2016 roku Stenophylla zajmuje pozycję siostrzaną dla kladu obejmującego Acanthopinae i Acontistini, natomiast według wyników morfologicznych badań Schwarza i Roya z 2019 roku Stenophylla zajmuje pozycję siostrzaną dla Acontistini, tworząc z nimi klad siostrzany dla Acanthopinae.